# Тарновецька сільська рада
| Тарновецька сільська рада — колишній орган місцевого самоврядування у Ужгородському районі Закарпатської області з адміністративним центром у с. Тарнівці. Сільській раді підпорядковані населені пункти: - с. Тарнівці - с. Ботфалва - с. Шишлівці |

## Склад ради
Рада складається з 18 депутатів та голови.

## Керівний склад сільської ради
| ПІБ                      | Основні відомості                                                  | Дата обрання | Дата звільнення |
| ------------------------ | ------------------------------------------------------------------ | ------------ | --------------- |
| Шоля Вадим Володимирович | Сільський голова, 1973 року народження, освіта вища, позапартійний | 11.11.2015   |                 |

Примітка: таблиця складена за даними джерела